# Taaffeíta
La taaffeíta  (BeMgAl
4O
8)  es un mineral llamado así por su descubridor, Richard Taaffe (1898–1967) , quien encontró la primera muestra, una gema ya cortada y pulida en octubre de 1945 en el taller de un joyero en Dublín, Irlanda. Como tal, es la única piedra preciosa que se ha  identificado inicialmente a partir de una piedra facetada. La mayoría de las piezas de la gema, antes del descubrimiento de Taaffe, se habían identificado erróneamente como espinelas. Durante muchos años después solamente se conocieron algunas muestras, y todavía es uno de los minerales de piedras preciosas más raras del mundo.
Desde 2002, el nombre aprobado por la Asociación Mineralógica Internacional para la taaffeita como mineral es magnesiotaaffeita-2N'2S.
El grupo de la taaffeíta  son minerales de la clase de los minerales óxidos. Químicamente son óxidos anhidros múltiples de berilio, magnesio y aluminio, algunos de ellos con hierro y cinc.

## Especies minerales

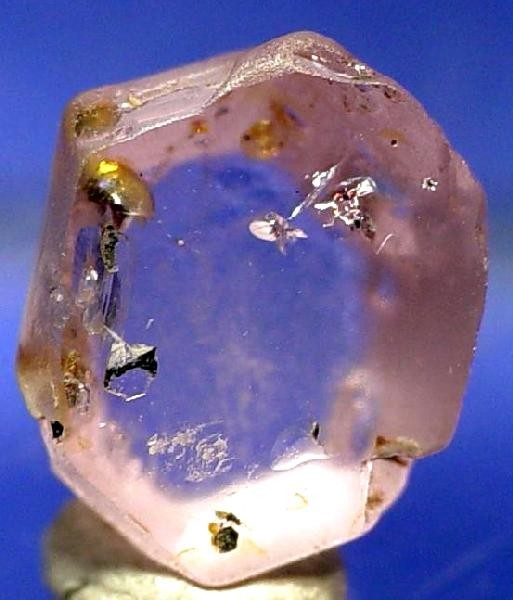
Espécimen de Ratnapura, Sri Lanka

El grupo se compone de los siguientes minerales reconocidos por la Asociación Mineralógica Internacional:
- Ferrotaaffeíta-2N’2S antes llamada IMA2011-025: Descubierta en 2011,[4] de fórmula Be(Fe,Mg,Zn)3Al8O16
- Ferrotaaffeíta-6N'3S antes llamada pehrmanita: Descubierta en 1981,[5] de fórmula (Be,Zn,Mg)Fe Al4O8
- Magnesiotaaffeíta-2N’2S antes llamada bemagalita o taprobanita: Descubierta en 1951,[6] de fórmula Mg3Al8BeO16
- Magnesiotaaffeíta-6N’3S antes llamada musgravita: Descubierta en 1967,[7] de fórmula Mg2BeAl6O12

## Usos
Por su alta dureza y tenacidad quebradiza, los ejemplares más transparentes y limpios pueden ser tallados y empleados en joyería como gemas de gran belleza, de colores generalmente violetas o verdes.